# Sertularella paucicostata
Sertularella paucicostata är en nässeldjursart som beskrevs av Vervoort 1993. Sertularella paucicostata ingår i släktet Sertularella och familjen Sertulariidae. Inga underarter finns listade i Catalogue of Life.